# Jorge Tagle Canelo
Jorge Alejandro Tagle Canelo (San Felipe, 8 de abril de 1959) es un abogado y diplomático chileno.

## Biografía
Tagle nació en la ciudad chilena de San Felipe el 8 de abril de 1959, hijo de Fernando Tagle Navarro y Ester Canelo Saavedra.
Cursó estudios de derecho en la Pontificia Universidad Católica de Chile, titulándose de abogado. Posteriormente egresó de la Academia Diplomática Andrés Bello.
Como diplomático, se ha desempeñado en misiones en Líbano, Italia, Reino Unido y Turquía, además de la Unión Europea y las Naciones Unidas. En noviembre de 2017 recibió el encargo de ser embajador de Chile ante el Reino de España, cargo que ocupó hasta 2019, cuando fue sucedido por Roberto Ampuero.
Dentro de la Cancillería, ha sido Subdirector de Derechos Humanos y Jefe de la Unidad Consejo de Seguridad de la Cancillería. Luego fue Director de Asuntos Multilaterales.
En 2019 fue nombrado embajador de Chile en Rumanía. Actualmente, es embajador de Chile ante el Reino de Jordania.